# Lijst van voetbalinterlands Jamaica - Trinidad en Tobago
Deze lijst van voetbalinterlands is een overzicht van alle officiële voetbalwedstrijden tussen de nationale teams van Jamaica en Trinidad en Tobago. De landen speelden tot op heden 71 keer tegen elkaar. De eerste ontmoeting, een vriendschappelijke wedstrijd, werd gespeel in Kingston op 28 december 1935. Het laatste duel, eveneens een vriendschappelijke wedstrijd, vond plaats op 27 mei 2025 in Brentford (Verenigd Koninkrijk).

## Wedstrijden
| №  | Plaats        | Datum             | Competitie                               | Wedstrijd                     | Uitslag |
| -- | ------------- | ----------------- | ---------------------------------------- | ----------------------------- | ------- |
| 1  | Kingston      | 28 december 1935  | Vriendschappelijk                        | Jamaica – Trinidad en Tobago  | 2 – 3   |
| 2  | Kingston      | 4 januari 1936    | Vriendschappelijk                        | Jamaica – Trinidad en Tobago  | 0 – 1   |
| 3  | Kingston      | 11 januari 1936   | Vriendschappelijk                        | Jamaica – Trinidad en Tobago  | 1 – 2   |
| 4  | Kingston      | 11 februari 1947  | Vriendschappelijk                        | Jamaica – Trinidad en Tobago  | 0 – 0   |
| 5  | Kingston      | 15 februari 1947  | Vriendschappelijk                        | Jamaica – Trinidad en Tobago  | 2 – 1   |
| 6  | Kingston      | 19 februari 1947  | Vriendschappelijk                        | Jamaica – Trinidad en Tobago  | 1 – 0   |
| 7  | Kingston      | 22 februari 1947  | Vriendschappelijk                        | Jamaica – Trinidad en Tobago  | 1 – 2   |
| 8  | Kingston      | 26 februari 1947  | Vriendschappelijk                        | Jamaica – Trinidad en Tobago  | 0 – 6   |
| 9  | Port of Spain | 8 november 1947   | Vriendschappelijk                        | Trinidad en Tobago – Jamaica  | 6 – 0   |
| 10 | Port of Spain | 13 november 1947  | Vriendschappelijk                        | Trinidad en Tobago – Jamaica  | 1 – 0   |
| 11 | Kingston      | 2 mei 1949        | Vriendschappelijk                        | Jamaica – Trinidad en Tobago  | 3 – 1   |
| 12 | Kingston      | 4 mei 1949        | Vriendschappelijk                        | Jamaica – Trinidad en Tobago  | 2 – 1   |
| 13 | Kingston      | 7 mei 1949        | Vriendschappelijk                        | Jamaica – Trinidad en Tobago  | 1 – 2   |
| 14 | Kingston      | 10 augustus 1953  | Vriendschappelijk                        | Jamaica – Trinidad en Tobago  | 3 – 2   |
| 15 | Kingston      | 11 augustus 1953  | Vriendschappelijk                        | Jamaica – Trinidad en Tobago  | 0 – 1   |
| 16 | Kingston      | 21 januari 1957   | Vriendschappelijk                        | Jamaica – Trinidad en Tobago  | 2 – 0   |
| 17 | Kingston      | 26 januari 1957   | Vriendschappelijk                        | Jamaica – Trinidad en Tobago  | 1 – 0   |
| 18 | Kingston      | 28 januari 1957   | Vriendschappelijk                        | Jamaica – Trinidad en Tobago  | 2 – 1   |
| 19 | Port of Spain | 4 mei 1958        | Vriendschappelijk                        | Trinidad en Tobago – Jamaica  | 1 – 0   |
| 20 | Port of Spain | 11 mei 1958       | Vriendschappelijk                        | Trinidad en Tobago − Jamaica  | 4 − 0   |
| 21 | Port of Spain | 13 mei 1958       | Vriendschappelijk                        | Trinidad en Tobago − Jamaica  | 0 − 1   |
| 22 | Port of Spain | 10 maart 1959     | Vriendschappelijk                        | Trinidad en Tobago − Jamaica  | 2 − 1   |
| 23 | Kingston      | 5 augustus 1965   | Vriendschappelijk                        | Jamaica − Trinidad en Tobago  | 4 − 0   |
| 24 | Kingston      | 18 januari 1967   | CONCACAF-kampioenschap 1967 kwalificatie | Jamaica − Trinidad en Tobago  | 1 − 1   |
| 25 | Port of Spain | 25 november 1967  | Vriendschappelijk                        | Trinidad en Tobago − Jamaica  | 1 − 0   |
| 26 | Port of Spain | 2 december 1967   | Vriendschappelijk                        | Trinidad en Tobago − Jamaica  | 1 − 0   |
| 27 | San José      | 30 november 1969  | CONCACAF-kampioenschap 1969              | Trinidad en Tobago} − Jamaica | 3 − 2   |
| 28 | Los Angeles   | 29 augustus 1974  | Vriendschappelijk                        | Jamaica − Trinidad en Tobago  | 2 − 1   |
| 29 | Kingston      | 7 juni 1981       | CFU-kampioenschap 1981 kwalificatie      | Jamaica − Trinidad en Tobago  | 2 − 0   |
| 30 | Port of Spain | 19 juni 1981      | CFU-kampioenschap 1981 kwalificatie      | Trinidad en Tobago − Jamaica  | 4 − 0   |
| 31 | Port of Spain | 27 juli 1990      | Caribbean Cup 1990                       | Trinidad en Tobago − Jamaica  | 0 − 0   |
| 32 | Kingston      | 2 juni 1991       | Caribbean Cup 1991                       | Trinidad en Tobago − Jamaica  | 0 − 2   |
| 33 | Port of Spain | 27 juni 1992      | Caribbean Cup 1992                       | Trinidad en Tobago − Jamaica  | 3 − 1   |
| 34 | Port of Spain | 5 juli 1992       | WK 1994 kwalificatie                     | Trinidad en Tobago − Jamaica  | 1 − 2   |
| 35 | Kingston      | 16 augustus 1992  | WK 1994 kwalificatie                     | Jamaica − Trinidad en Tobago  | 1 − 1   |
| 36 | Kingston      | 28 mei 1993       | Caribbean Cup 1993                       | Jamaica − Trinidad en Tobago  | 3 − 0   |
| 37 | Kingston      | 23 juli 1995      | Caribbean Cup 1995                       | Jamaica − Trinidad en Tobago  | 1 − 0   |
| 38 | Toronto       | 6 augustus 1995   | Vriendschappelijk                        | Jamaica − Trinidad en Tobago  | 1 − 0   |
| 39 | Port of Spain | 24 september 1995 | Vriendschappelijk                        | Trinidad en Tobago − Jamaica  | 1 − 0   |
| 40 | George Town   | 20 oktober 1995   | Vriendschappelijk                        | Jamaica − Trinidad en Tobago  | 1 − 0   |
| 41 | Port of Spain | 24 mei 1996       | Caribbean Cup 1996                       | Trinidad en Tobago − Jamaica  | 1 − 0   |
| 42 | Port of Spain | 1 mei 1997        | Vriendschappelijk                        | Trinidad en Tobago − Jamaica  | 1 − 1   |
| 43 | Saint John's  | 10 juli 1997      | Caribbean Cup 1997                       | Trinidad en Tobago − Jamaica  | 1 − 1   |
| 44 | Kingston      | 31 augustus 1997  | Vriendschappelijk                        | Jamaica − Trinidad en Tobago  | 6 − 1   |
| 45 | Port of Spain | 23 november 1997  | Vriendschappelijk                        | Trinidad en Tobago − Jamaica  | 0 − 0   |
| 46 | Port of Spain | 7 januari 1998    | Vriendschappelijk                        | Trinidad en Tobago − Jamaica  | 0 − 0   |
| 47 | Port of Spain | 31 juli 1998      | Caribbean Cup 1998                       | Jamaica − Trinidad en Tobago  | 2 − 1   |
| 48 | Port of Spain | 28 maart 1999     | Vriendschappelijk                        | Trinidad en Tobago − Jamaica  | 2 − 0   |
| 49 | Port of Spain | 3 juni 1999       | Caribbean Cup 1999                       | Trinidad en Tobago − Jamaica  | 1 − 0   |
| 50 | Port of Spain | 8 juli 2000       | Vriendschappelijk                        | Trinidad en Tobago − Jamaica  | 2 − 4   |
| 51 | Kingston      | 28 februari 2001  | WK 2002 kwalificatie                     | Jamaica − Trinidad en Tobago  | 1 − 0   |
| 52 | Port of Spain | 17 mei 2001       | Caribbean Cup 2001                       | Trinidad en Tobago − Jamaica  | 2 − 1   |
| 53 | Port of Spain | 30 juni 2001      | WK 2002 kwalificatie                     | Trinidad en Tobago − Jamaica  | 1 − 2   |
| 54 | Bridgetown    | 20 februari 2005  | Caribbean Cup 2005                       | Jamaica − Trinidad en Tobago  | 2 − 1   |
| 55 | Kingston      | 26 maart 2008     | Vriendschappelijk                        | Jamaica − Trinidad en Tobago  | 2 − 2   |
| 56 | Port of Spain | 7 juni 2008       | Vriendschappelijk                        | Trinidad en Tobago − Jamaica  | 1 − 1   |
| 57 | Falmouth      | 7 december 2008   | Caribbean Cup 2008                       | Jamaica − Trinidad en Tobago  | 1 − 1   |
| 58 | Port of Spain | 11 augustus 2010  | Vriendschappelijk                        | Trinidad en Tobago − Jamaica  | 1 − 3   |
| 59 | Kingston      | 10 oktober 2010   | Vriendschappelijk                        | Jamaica − Trinidad en Tobago  | 1 − 0   |
| 60 | Montego Bay   | 15 november 2013  | Vriendschappelijk                        | Jamaica − Trinidad en Tobago  | 0 − 1   |
| 61 | Port of Spain | 19 november 2013  | Vriendschappelijk                        | Trinidad en Tobago − Jamaica  | 2 − 0   |
| 62 | Montego Bay   | 18 november 2014  | Caribbean Cup 2014                       | Trinidad en Tobago − Jamaica  | 0 − 0   |
| 63 | Port of Spain | 24 augustus 2017  | Vriendschappelijk                        | Trinidad en Tobago − Jamaica  | 1 − 2   |
| 64 | Montego Bay   | 11 maart 2023     | Vriendschappelijk                        | Jamaica − Trinidad en Tobago  | 0 − 1   |
| 65 | Kingston      | 14 maart 2023     | Vriendschappelijk                        | Jamaica − Trinidad en Tobago  | 0 − 0   |
| 66 | Saint Louis   | 28 juni 2023      | CONCACAF Gold Cup 2023                   | Jamaica − Trinidad en Tobago  | 4 − 1   |
| 67 | Port of Spain | 1 maart 2024      | Vriendschappelijk                        | Trinidad en Tobago − Jamaica  | 0 − 1   |
| 68 | Arima         | 3 maart 2024      | Vriendschappelijk                        | Trinidad en Tobago − Jamaica  | 0 − 0   |
| 69 | Montego Bay   | 6 februari 2025   | Vriendschappelijk                        | Jamaica − Trinidad en Tobago  | 1 − 0   |
| 70 | Kingston      | 9 februari 2025   | Vriendschappelijk                        | Jamaica − Trinidad en Tobago  | 1 − 1   |
| 71 | Brentford     | 27 mei 2025       | Vriendschappelijk                        | Jamaica − Trinidad en Tobago  | 3 − 2   |
| 72 | Kingston      | 9 september 2025  | WK 2026 kwalificatie                     | Jamaica – Trinidad en Tobago  |         |

## Samenvatting
| Competitie                     | Totaal gespeeld | Winst Jamaica | Gelijk | Winst Trinidad en T. | Doelsaldo Jamaica – Trinidad en T. |
| ------------------------------ | --------------- | ------------- | ------ | -------------------- | ---------------------------------- |
| WK-kwalificatie                | 4               | 3             | 1      | 0                    | 6 − 3                              |
| CONCACAF Gold Cup              | 2               | 1             | 0      | 1                    | 6 − 4                              |
| CONCACAF Gold Cup-kwalificatie | 1               | 0             | 1      | 0                    | 1 − 1                              |
| Caribbean Cup                  | 13              | 5             | 4      | 4                    | 14 − 11                            |
| CFU-kampioenschap-kwalificatie | 2               | 1             | 0      | 1                    | 2 − 4                              |
| Vriendschappelijk              | 49              | 22            | 9      | 18                   | 58 − 58                            |
| Totaal                         | 71              | 32            | 15     | 24                   | 87 − 81                            |

JFF · A-internationals · Bondscoaches · Selecties · Statistieken · Jamaicaans vrouwenelftal · Olympisch elftal · Jamaica U21 · Jamaica U19 · Jamaica U17
1920 – 1959 · 
1960 – 1969 · 
1970 – 1979 · 
1980 – 1989 · 
1990 – 1999 · 
2000 – 2009 · 
2010 – 2019 · 
2020 – 2029
Gold Cup 1991 · 
Gold Cup 1993 · 
Gold Cup 1998 · 
Gold Cup 2000 · 
Gold Cup 2003 · 
Gold Cup 2005 · 
Gold Cup 2009 · 
Gold Cup 2011 · 
Gold Cup 2015
Copa América 2015
WK 1998
1925 · 
1926 · 
1927–1929 · 
1930 · 
1931 · 
1932 · 
1933–1934 · 
1935 · 
1936 · 
1937 · 
1938 · 
1939–1946 · 
1947 · 
1948 · 
1949 · 
1950 · 
1951 · 
1952 · 
1953 · 
1954–1956 · 
1957 · 
1958 · 
1959 · 
1960 · 
1961 · 
1962 · 
1963 · 
1964 · 
1965 · 
1966 · 
1967 · 
1968 · 
1969 · 
1970 · 
1971 · 
1972 · 
1973 · 
1974 · 
1975 · 
1976 · 
1977 · 
1978 · 
1979 · 
1980 · 
1981 · 
1982 · 
1983 · 
1984 · 
1985 · 
1986 · 
1987 · 
1988 · 
1989 · 
1990 · 
1991 · 
1992 · 
1993 · 
1994 · 
1995 · 
1996 · 
1997 · 
1998 · 
1999 · 
2000 · 
2001 · 
2002 · 
2003 · 
2004 · 
2005 · 
2006 · 
2007 · 
2008 · 
2009 · 
2010 · 
2011 · 
2012 · 
2013 · 
2014 · 
2015 · 
2016 ·
2017 ·
2018 ·
2019 ·
2020 ·
2021 ·
2022 ·
2023 ·
2024 ·
2025
Amerikaanse Maagdeneilanden ·
Antigua en Barbuda ·
Argentinië ·
Aruba ·
Australië ·
Bahama's ·
Barbados ·
Bermuda ·
Bolivia ·
Brazilië ·
Britse Maagdeneilanden ·
Bulgarije ·
Canada ·
Chili ·
China ·
Colombia ·
Costa Rica ·
Cuba ·
Curaçao ·
Dominica ·
Dominicaanse Republiek ·
Ecuador ·
Egypte ·
El Salvador ·
Engeland ·
Frankrijk ·
Ghana ·
Grenada ·
Guatemala ·
Guyana ·
Haïti ·
Honduras ·
Ierland ·
India ·
Indonesië ·
Iran ·
Japan ·
Jordanië ·
Kaaimaneilanden ·
Kameroen ·
Kroatië ·
Maleisië ·
Marokko ·
Mexico ·
Nederlandse Antillen ·
Nicaragua ·
Nieuw-Zeeland ·
Nigeria ·
Noord-Macedonië ·
Noorwegen ·
Panama ·
Paraguay ·
Peru ·
Puerto Rico ·
Qatar ·
Saint Kitts en Nevis ·
Saint Lucia ·
Saint Vincent en de Grenadines ·
Saoedi-Arabië ·
Servië ·
Suriname ·
Trinidad en Tobago ·
Uruguay ·
Venezuela ·
Verenigde Staten ·
Vietnam ·
Wales ·
Zambia ·
Zuid-Afrika ·
Zuid-Korea ·
Zweden ·
Zwitserland
TTFF · A-internationals · Bondscoaches · Selecties · Statistieken · Olympisch elftal · Vrouwenelftal van Trinidad en Tobago · Trinidad U21 · Trinidad U19 · Trinidad U17
Gold Cup 1991 · 
Gold Cup 1993 · 
Gold Cup 1996 · 
Gold Cup 1998 · 
Gold Cup 2000 · 
Gold Cup 2002 · 
Gold Cup 2005 · 
Gold Cup 2007 · 
Gold Cup 2009 · 
Gold Cup 2011 · 
Gold Cup 2013
WK 2006
1934 · 
1935 · 
1936 · 
1937 · 
1938 · 
1939 · 
1940 · 
1941 · 
1942 · 
1943 · 
1944 · 
1945 · 
1946 · 
1947 · 
1948 · 
1949 · 
1950 · 
1951 · 
1952 · 
1953 · 
1954 · 
1955 · 
1956 · 
1957 · 
1958 · 
1959 · 
1960 · 
1961 · 
1962 · 
1963 · 
1964 · 
1965 · 
1966 · 
1967 · 
1968 · 
1969 · 
1970 · 
1971 · 
1972 · 
1973 · 
1974 · 
1975 · 
1976 · 
1977 · 
1978 · 
1979 · 
1980 · 
1981 · 
1982 · 
1983 · 
1984 · 
1985 · 
1986 · 
1987 · 
1988 · 
1989 · 
1990 · 
1991 · 
1992 · 
1993 · 
1994 · 
1995 · 
1996 · 
1997 · 
1998 · 
1999 · 
2000 · 
2001 · 
2002 · 
2003 · 
2004 · 
2005 · 
2006 · 
2007 · 
2008 · 
2009 · 
2010 · 
2011 · 
2012 · 
2013 · 
2014 ·
2015 ·
2016 ·
2017 ·
2018 ·
2019 ·
2020 ·
2021 ·
2022 ·
2023 ·
2024 ·
2025
Anguilla · 
Antigua en Barbuda ·
Argentinië ·
Azerbeidzjan · 
Bahama's ·
Bahrein · 
Barbados · 
Belize · 
Bermuda · 
Bolivia ·
Botswana · 
Britse Maagdeneilanden · 
Canada · 
Chili · 
China · 
Colombia · 
Costa Rica · 
Cuba · 
Curaçao · 
Dominicaanse Republiek ·
Ecuador ·
Egypte ·
El Salvador ·
Engeland ·
Estland ·
Finland ·
Ghana ·
Grenada ·
Guatemala ·
Guyana ·
Haïti ·
Honduras ·
Ierland ·
IJsland ·
India ·
Irak ·
Iran ·
Jamaica ·
Japan ·
Jordanië ·
Kaaimaneilanden · 
Kenia · 
Koeweit ·
Marokko ·
Mexico ·
Montserrat ·
Nederlandse Antillen ·
Nicaragua ·
Nieuw-Zeeland ·
Noord-Ierland ·
Noorwegen · 
Oostenrijk · 
Panama ·
Paraguay ·
Peru ·
Puerto Rico ·
Roemenië ·
Saint Kitts en Nevis ·
Saint Lucia ·
Saint Vincent en de Grenadines ·
Saoedi-Arabië · 
Schotland ·
Slovenië ·
Suriname ·
Tadzjikistan ·
Taiwan ·
Thailand ·
Tsjechië · 
Uruguay · 
Venezuela · 
Verenigde Arabische Emiraten ·
Verenigde Staten ·
Wales · 
Zuid-Afrika ·
Zuid-Korea ·
Zweden
Engeland (2006) · 
Paraguay (2006) · 
Zweden (2006)